# Promozione Basilicata 1980-1981
Nella stagione 1980-1981 la Promozione era sesto livello del calcio italiano (il massimo livello regionale). Qui vi sono le statistiche relative al campionato in Basilicata.
Il campionato è strutturato in vari gironi all'italiana su base regionale, gestiti dai Comitati Regionali di competenza. Promozioni alla categoria superiore e retrocessioni in quella inferiore non erano sempre omogenee; erano quantificate all'inizio del campionato dal Comitato Regionale secondo le direttive stabilite dalla Lega Nazionale Dilettanti, ma flessibili, in relazione al numero delle società retrocesse dal Campionato Interregionale e perciò, a seconda delle varie situazioni regionali, la fine del campionato poteva avere degli spareggi sia di promozione che di retrocessione.

## Squadre partecipanti
| Club                     | Città (provincia)         | Stadio | Stagione precedente |
| ------------------------ | ------------------------- | ------ | ------------------- |
| Pol. Bernalda            | Bernalda (MT)             |        |                     |
| Carlo Fortunato          | Senise (PZ)               |        |                     |
| Pol. Ferrandina          | Ferrandina (MT)           |        |                     |
| U.S. Lagonegro           | Lagonegro (PZ)            |        |                     |
| U.S. Libertas Invicta    | Potenza                   |        |                     |
| A.S. Melfi               | Melfi (PZ)                |        |                     |
| Pol. Moliterno           | Moliterno (PZ)            |        |                     |
| Pol. Montescaglioso      | Montescaglioso (MT)       |        |                     |
| G.S. Murese              | Muro Lucano (PZ)          |        |                     |
| Palazzo Calcio           | Palazzo San Gervasio (PZ) |        |                     |
| S.C. Policoro            | Policoro (MT)             |        |                     |
| Calcio Pro Matera S.p.a. | Matera                    |        |                     |
| Pol. Real Genzano        | Genzano di Lucania (PZ)   |        |                     |
| Pol. Tolve               | Tolve (PZ)                |        |                     |
| Pol. Vaglio              | Potenza                   |        |                     |
| C.S. Vultur Rionero      | Rionero in Vulture (PZ)   |        |                     |

## Classifica finale
|  | Pos. | Squadra          | Pt  | G   | V   | N   | P   | GF  | GS  | DR  |
|  | ---- | ---------------- | --- | --- | --- | --- | --- | --- | --- | --- |
|  | 1.   | Melfi            | 41  | 30  | 17  | 7   | 6   | 48  | 16  | +32 |
|  | 2.   | Bernalda         | 40  | 30  | 15  | 10  | 5   | 40  | 22  | +18 |
|  | 3.   | Pro Matera       | 39  | 30  | 13  | 13  | 4   | 44  | 22  | +22 |
|  | 4.   | Montescaglioso   | 38  | 30  | 15  | 8   | 7   | 41  | 18  | +23 |
|  | 5.   | Policoro         | 34  | 30  | 12  | 10  | 8   | 32  | 22  | +10 |
|  | 6.   | Tolve            | 34  | 30  | 11  | 12  | 7   | 38  | 29  | +9  |
|  | 7.   | Lagonegro (-1)   | 33  | 30  | 15  | 4   | 11  | 45  | 41  | +4  |
|  | 8.   | Real Genzano     | 32  | 30  | 13  | 6   | 11  | 43  | 32  | +11 |
|  | 9.   | Vultur Rionero   | 30  | 30  | 10  | 10  | 10  | 34  | 37  | -3  |
|  | 10.  | Ferrandina       | 29  | 30  | 9   | 11  | 10  | 28  | 29  | -1  |
|  | 11.  | Moliterno        | 28  | 30  | 10  | 8   | 12  | 28  | 38  | -10 |
|  | 12.  | Palazzo (-3)     | 28  | 30  | 11  | 9   | 10  | 40  | 42  | -2  |
|  | 13.  | Senise           | 26  | 30  | 6   | 14  | 10  | 30  | 35  | -5  |
|  | 14.  | Libertas Invicta | 19  | 30  | 6   | 7   | 17  | 27  | 53  | -26 |
|  | 15.  | Vaglio (-1)      | 18  | 30  | 6   | 7   | 17  | 27  | 49  | -22 |
|  | 16.  | Murese (-1)      | 3   | 30  | 2   | 0   | 28  | 11  | 75  | -64 |
|  |      |                  | 472 | 480 | 171 | 136 | 173 | 556 | 560 | 0   |

Verdetti
- Bernalda successivamente ammessa in Interregionale a completamento organici.